# Brökeln

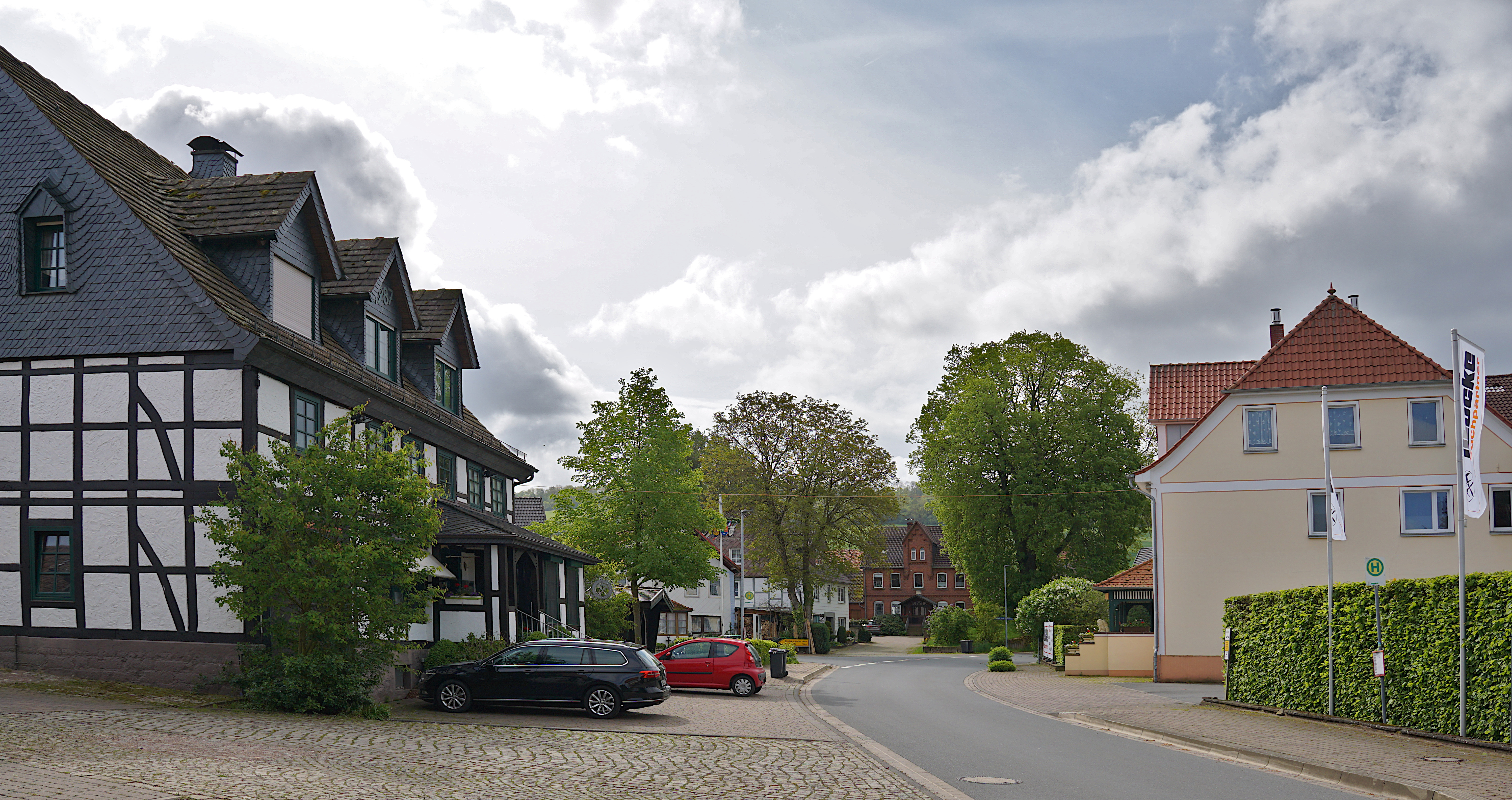
Dorfpartie

Brökeln ist ein Dorf und südlicher Ortsteil der Gemeinde Hehlen im Landkreis Holzminden, Niedersachsen.

## Geschichte
Der Ort wurde 1310 erstmals unter dem Namen Brocle urkundlich erwähnt. Weitere Namen sind Brockel (1537) und Broikeln (1580).
Brökeln wurde 1973 nach Hehlen eingemeindet.